# The Substance
The Substance is een Frans-Britse horrorfilm uit 2024, geschreven en geregisseerd door Coralie Fargeat. De hoofdrollen worden vertolkt door Demi Moore, Margaret Qualley en Dennis Quaid.

## Verhaal
Elisabeth Sparkle (Demi Moore) is voormalige Hollywoodactrice, met een inmiddels behoorlijk verweerde ster op de Hollywood Walk of Fame.  Ze houdt haar carrière nog enigszins in stand met een fitnessprogramma, maar op haar vijftigste verjaardag wordt ze ontslagen door zenderbaas Harvey (Dennis Quaid),  die geen oudere vrouwen op zijn zender wil.  
Gedesillusioneerd en wanhopig rijdt Elisabeth naar huis, maar raakt betrokken bij een auto-ongeluk. In het ziekenhuis ontvangt ze van een jonge verpleger een USB-stick met informatie over een revolutionair product: The Substance.  
Thuis ontdekt Elisabeth dat The Substance een experimenteel proces biedt waarmee een jongere, verbeterde versie van jezelf wordt gecreëerd via celreplicatie. Hoewel ze twijfelt, besluit ze het te proberen.  
Na het injecteren van een felgroene activatievloeistof raakt ze bewusteloos, waarna haar rug opensplijt en Sue (Margaret Qualley)  tevoorschijn komt - een jeugdige en energieke versie van Elisabeth. De twee lichamen delen dezelfde geest, maar slechts één van beide kan tegelijkertijd actief zijn. Dit vereist een wekelijkse wissel, ondersteund door een stabilisatievloeistof gewonnen uit Elisabeths ruggenmerg. Volgens de meegegeven instructies moeten deze regels strikt worden nageleefd, anders zijn er desastreuze gevolgen.
De sexy Sue grijpt haar kans en wordt de nieuwe ster van Harvey’s tv-zender, terwijl Elisabeth in zelfhaat en isolatie vervalt. Sue begint echter de regels te overtreden door de wisselperiodes te verlengen, wat Elisabeths lichaam versneld doet aftakelen. Het succes van Sue bij de televisiezender bereikt een hoogtepunt wanneer ze wordt gevraagd om de prestigieuze oudejaarsspecial te presenteren.  
Op de avond voor de oudejaarsspecial realiseert Sue zich dat haar acties haar fataal kunnen worden. Elisabeths lichaam is zo uitgeput dat er geen stabilisatievloeistof meer kan worden gewonnen. Sue wisselt daarop uit bittere noodzaak met Elisabeth, die - worstelend met haar fysieke verval - besluit om terminatievloeistof te bestellen om Sue te vernietigen en de cyclus te doorbreken. Tijdens de terminatie krijgt Elisabeth echter spijt, en breekt ze het proces af. Sue wordt terstond actief en vermoordt Elisabeth. 
Nu Elisabeth er niet meer is om Sue van stabilisatievloeistof te voorzien, veroudert Sue in rap tempo. Uit wanhoop injecteert Sue zichzelf met de resterende activatievloeistof, wat leidt tot de creatie van Elisasue: een groteske fusie van beide lichamen. Het monster probeert wanhopig de show te presenteren, maar wordt ontmaskerd en opgejaagd. Uiteindelijk sterft het wezen op de Hollywood Walk of Fame, naast Elisabeths verweerde ster, terwijl haar laatste restanten de volgende dag worden weggeveegd door een straatveegmachine. 

## Thematiek
De film steekt de draak met de Amerikaanse filmindustrie, het ideaal van de eeuwige jeugd en de cosmetische industrie. De verhaallijn combineert onder meer elementen van Robert Louis Stevensons roman Strange Case of Dr Jekyll and Mr Hyde en van Oscar Wildes roman Het portret van Dorian Gray.

## Rolverdeling
| Acteur            | Personage         |
| ----------------- | ----------------- |
| Demi Moore        | Elisabeth Sparkle |
| Margaret Qualley  | Sue               |
| Dennis Quaid      | Harvey            |
| Phillip Schurer   |                   |
| Hugo Diego Garcia |                   |
| Joseph Balderrama |                   |

## Productie
In januari 2022 werd aangekondigd dat Demi Moore en Margaret Qualley de hoofdrollen zullen spelen in de nieuwe film van Coralie Fargeat. In februari 2022 werd aangekondigd dat Ray Liotta zich bij de cast van de film had gevoegd. Wegens het plotse overlijden van Liotta in mei 2022, werd zijn rol overgenomen door Dennis Quaid.
De filmopnames zouden in mei 2022 beginnen maar werden uitgesteld na het onverwachte overlijden van hoofdrolspeler Ray Liotta. Ze gingen uiteindelijk van start in augustus 2022 in Zuid-Frankrijk en eindigden einde oktober 2022.

## Release en ontvangst
The Substance ging op 19 mei 2024 in première op het Filmfestival van Cannes in de competitie voor de Gouden Palm en kreeg een meer dan 10 minuten durende staande ovatie. De film won in Cannes de prijs voor beste scenario (Coralie Fargeat). De film kreeg overwegend positieve kritieken van de filmcritici, met een score van 93% op Rotten Tomatoes, gebaseerd op 27 beoordelingen.
De recensenten en toeschouwers spraken over gruwelijke beelden en mensen liepen weg omdat ze de film te schokkend vonden. Dat was ook het geval in Groningen waar op 28 augustus 2024 tijdens de voorstelling tien procent van de toeschouwers de openluchtbioscoop verliet en zelfs een man flauwviel.

## Prijzen en nominaties
De belangrijkste:
| Jaar | Prijs                          | Categorie                                      | Genomineerde(n)                                                                        | Uitslag       |
| ---- | ------------------------------ | ---------------------------------------------- | -------------------------------------------------------------------------------------- | ------------- |
| 2025 | Academy Awards (Oscars)        | Beste film                                     | Beste film                                                                             | Genomineerd   |
| 2025 | Academy Awards (Oscars)        | Beste regisseur                                | Coralie Fargeat                                                                        | Genomineerd   |
| 2025 | Academy Awards (Oscars)        | Beste vrouwelijke hoofdrol                     | Demi Moore                                                                             | Genomineerd   |
| 2025 | Academy Awards (Oscars)        | Beste originele scenario                       | Coralie Fargeat                                                                        | Genomineerd   |
| 2025 | Academy Awards (Oscars)        | Beste grime en haarstijl                       | Stéphanie Guillon, Frédérique Arguello en Pierre-Olivier Persin                        | Gewonnen      |
| 2025 | British Academy Film Awards    | Beste regisseur                                | Coralie Fargeat                                                                        | Genomineerd   |
| 2025 | British Academy Film Awards    | Beste originele scenario                       | Coralie Fargeat                                                                        | Genomineerd   |
| 2025 | British Academy Film Awards    | Beste vrouwelijke hoofdrol                     | Demi Moore                                                                             | Genomineerd   |
| 2025 | British Academy Film Awards    | Beste grime en haar                            | Pierre-Olivier Persin, Stéphanie Guillon, Frédérique Arguello en Marilyne Scarselli    | Gewonnen      |
| 2025 | British Academy Film Awards    | Beste geluid                                   | Valérie Deloof, Victor Fleurant, Victor Praud, Stéphane Thiébaut en Emmanuelle Villard | Genomineerd   |
| 2025 | Golden Globes                  | Beste regisseur                                | Coralie Fargeat                                                                        | Genomineerd   |
| 2025 | Golden Globes                  | Beste script                                   | Coralie Fargeat                                                                        | Genomineerd   |
| 2025 | Golden Globes                  | Beste film – musical of komedie                | Beste film – musical of komedie                                                        | Genomineerd   |
| 2025 | Golden Globes                  | Beste actrice in een film – musical of komedie | Demi Moore                                                                             | Gewonnen      |
| 2025 | Golden Globes                  | Beste vrouwelijke bijrol in een film           | Margaret Qualley                                                                       | Genomineerd   |
| 2025 | Critics Choice Awards          | Beste regisseur                                | Coralie Fargeat                                                                        | Genomineerd   |
| 2025 | Critics Choice Awards          | Beste originele scenario                       | Coralie Fargeat                                                                        | Gewonnen      |
| 2025 | Critics Choice Awards          | Beste film                                     | Beste film                                                                             | Genomineerd   |
| 2025 | Critics Choice Awards          | Beste vrouwelijke hoofdrol                     | Demi Moore                                                                             | Gewonnen      |
| 2025 | Critics Choice Awards          | Beste vrouwelijke bijrol                       | Margaret Qualley                                                                       | Genomineerd   |
| 2025 | Critics Choice Awards          | Beste grime en haarstijl                       | Stéphanie Guillon, Frédérique Arguello en Pierre-Olivier Persin                        | Gewonnen      |
| 2025 | Critics Choice Awards          | Beste visuele effecten                         | Bryan Jones, Chervin Shafaghi, Pierre Olivier-Persin en Jean Miel                      | Genomineerd   |
| 2025 | Film Independent Spirit Awards | Beste film                                     | Beste film                                                                             | In afwachting |
| 2025 | Film Independent Spirit Awards | Beste hoofdrol                                 | Demi Moore                                                                             | In afwachting |
| 2024 | Europese filmprijzen           | Beste film                                     | Beste film                                                                             | Genomineerd   |
| 2024 | Europese filmprijzen           | Beste scenario                                 | Coralie Fargeat                                                                        | Genomineerd   |
| 2024 | Europese filmprijzen           | Beste cinamatografie                           | Benjamin Kračun                                                                        | Gewonnen      |
| 2024 | Europese filmprijzen           | Beste visuele effecten                         | Bryan Jones, Pierre Procoudine-Gorsky, Chervin Shafaghi & Guillaume Le Gouez           | Gewonnen      |
| 2024 | Filmfestival van Cannes        | Gouden Palm                                    | Coralie Fargeat                                                                        | Genomineerd   |
| 2024 | Filmfestival van Cannes        | Beste scenario                                 | Coralie Fargeat                                                                        | Gewonnen      |